# Гелленталь
Гелленталь (нім. Hellenthal) — громада в Німеччині, знаходиться в землі Північний Рейн-Вестфалія. Підпорядковується адміністративному округу Кельн. Входить до складу району Ойскірхен.
Площа — 138 км2. Населення становить 7797 ос. (станом на 31 грудня 2020).